# Сигма Октанта
Сигма Октанта (лат. Sigma Octantis, σ Oct) је звезда привидне магнитуде 5,45, и од голим оком видљивих звезда најближа је јужном небеском полу. Тренутно се налази на приближно 1° од јужног небеског пола, од кога се удаљава услед прецесије. Сходно томе представља звезду Јужњачу, али за разлику од звезде Северњаче, Јужњача није ни изблизу довољно светла да би се користила као поуздана помоћ приликом навигације. Сигма Октанта лежи на 270 светлосних година од Сунца и припада спектралном типу F0 III.